# Pierre du Mariage
La Pierre du Mariage, connue également en allemand sous le nom de Heiratsstein, est un bloc erratique situé sur le territoire d'Estavayer, dans le canton de Fribourg, en Suisse.

## Situation
La roche est localisée dans l'ancienne commune de Font, dans le district de la Broye ; elle se situe au bord du Chemin des Lacustres, à une cinquantaine de mètres du lac de Neuchâtel.

## Description
Ce bloc erratique de 48 m3 mesure 3,9 m de hauteur pour 4,5 m de longueur et 2,75 m de largeur.

## Histoire
Le bloc a longtemps fait l'objet d'un culte de la part des populations locales. Charles Victor de Bonstetten note en effet qu'autour de la Pierre du Mariage « on a recueilli à différentes reprises des monnaies celtiques et romaines en bronze et en argent de Vespasien, Domitien, Alexandre Sévère. ».
Selon une ancienne coutume, se glisser à plusieurs reprises sur cette pierre favoriserait la circulation sanguine, donc la fécondité.
Selon les témoignages recueillis au début du XXe siècle par l'historien Paul Aebischer, les jeunes filles de la région s'asseyaient sur le bloc pour avoir un mari tandis que les jeunes époux s'y rendaient ensemble, et la femme, comme dans le cas précédent s'y asseyait pour devenir féconde.